# Ґреґор Адлеркройц
Ґреґор Адлеркройц (швед. Gregor Adlercreutz; 16 серпня 1898 — 3 червня 1944) — шведський вершник.
Бронзовий призер Олімпійських Ігор 1936 року в командній виїздці.